# SpaceX CRS-9
SpaceX CRS-9 eller SpX-9 var en obemannad flygning till Internationella rymdstationen med SpaceX:s rymdfarkost Dragon. Flygningen levererade en International Docking Adapter till rymdstationen. Farkosten sköts upp från Cape Canaveral Air Force Station den 18 juli 2016. Den dockade med rymdstationen två dagar senare.
Eter att ha varit dockad till stationen i drygt en månad  återinträdde den i jordens atmosfär och landade i Stilla havet den 26 augusti 2016.
Efter uppskjutningen lyckades SpaceX landa bärraketens första steg på Landing Zone 1, några kilometer från uppskjutningsplatsen.

### Fotnoter
1. 1 2  ”NASA Space Science Data Coordinated Archive” (på engelska). NASA. https://nssdc.gsfc.nasa.gov/nmc/spacecraft/display.action?id=2016-046A. Läst 2 mars 2020.
2. 1 2  ”SpaceX supply ship departs station, returns to Earth” (på engelska). CBS NEWS. http://www.cbsnews.com/news/spacex-supply-ship-departs-station-returns-to-earth/. Läst 27 augusti 2016.